# Прохаско (населённый пункт)
Проха́ско — железнодорожная станция (населённый пункт) в Лесозаводском муниципальном округе Приморского края России при одноимённой станции Владивостокского отделения Дальневосточной железной дороги.

## Этимология
Населённый пункт назван в честь инженера-путейца Людвига Ивановича Прохаско (чеш. Procházka, 1854—1917), принимавшего участие в строительстве Уссурийской железной дороги.

## Население
| 2002 | 2007 | 2010 |
| ---- | ---- | ---- |
| 47   | ↘30  | ↘15  |

## Улицы
В населённом пункте имеется одна улица: Центральная.